# نائب رئيس سوريا
نائب رئيس الجمهورية هو منصب سياسي في سوريا. يحق لرئيس الجمهورية وفق الدستور تعيين نائب أو أكثر له وتفويضهم بصلاحياته. في حال عجز الرئيس بشكل مؤقت عن أداء مهامه يقوم بها النائب الأول لرئيس الجمهورية دون أن يقوم الدستور بتحديد مدة زمنية أما في حال العجز الدائم أو شغور منصب الرئاسة فيتولى نائب رئيس الجمهورية مهام الرئيس لمدة أقصاها تسعون يوماً يجري خلالها انتخاب رئيس جديد للجمهورية.